# Afthitalit
Afthitalit (Beudant, 1832), chemický vzorec (K,Na)3Na(SO4)2, je klencový minerál.

Název pochází z řeckých slov άφθητος (afthitos) = neměnný a άλας (alas) = sůl v narážce na jeho stabilitu na vzduchu.

## Původ
- vulkanický – usazuje se v okolí sopečných fumarol;
- sedimentární – v ložiscích mořských i pevninských evaporitů, v ložiscích guána.

## Morfologie
Krystaly mají tvar tenkých až silných tabulek ve směru {0001} o velikosti do 7 cm. Tvoří lupenité nebo masivní agregáty a krusty.

## Vlastnosti
- Fyzikální vlastnosti: Tvrdost 3, křehký, hustota 2,66–2,7 g/cm³, štěpnost dobrá podle {1010}, špatná podle {0001}, lom lasturnatý až nepravidelný.
- Optické vlastnosti: Barva: bezbarvý (vzácně), bílá, šedá, modrá, zelená díky inkluzím a nečistotám. Lesk skelný až mastný, průhlednost: průhledný, průsvitný, opakní, vryp bílý.
- Chemické vlastnosti: Složení: K 27,46 %, Na 12,56 %, S 20,02 %, O 39,96 %. Rozpustný ve vodě a v kyselinách.
- Další vlastnosti: Má hořkoslanou chuť.

## Parageneze
- thénardit, jarosit, sylvín, hematit (fumaroly); blödit, syngenit, mirabilit, schönit, borax, halit (evapority); syngenit, whitlockit, monetit, nitrokalit, sádrovec (guanová ložiska).

## Naleziště
Řídce se vyskytující minerál.
- Rakousko – Tyrolsko, Hall
- Německo – Hesensko, Neuhof; Sasko-Anhaltsko, Edeln
- Itálie – Kampánie, Vesuv; Sicílie, Etna
- Rusko – poloostrov Kamčatka, sopka Mutnovskaja
- USA – Kalifornie, slané jezero Deep Springs Lake; Havaj, Kilauea
- a další.